# Relations entre l'Afghanistan et l'Allemagne
Les relations entre l'Afghanistan et l'Allemagne constituent les relations étrangères bilatérales entre l'émirat islamique d'Afghanistan et la République fédérale d'Allemagne.
Les relations entre l'Afghanistan et l'Allemagne remontent à la fin du XIXe siècle. Les 100 ans "d'amitié" sont célébrés en 2016, le président afghan décrit une "relation historique".

## Historique

### Relations secrètes pendant la domination britannique
Le traité de Gandomak (26 mai 1879) et le traité de la ligne Durand annulent un accord antérieur de 1893 concernant les 2 640 kilomètres de frontière poreuse entre l'Inde britannique (aujourd'hui le Pakistan) et l'Afghanistan. À la suite de ce traité, la Grande-Bretagne obtient le contrôle total de la politique étrangère afghane du royaume d'Afghanistan. L'Allemagne, en tant que rivale de la Grande-Bretagne, ne peut que par des missions et des expéditions secrètes réduire l'influence britannique en Afghanistan.
L'ingénieur Gebhard Fleischer, surnommé le James Bond allemand de Kaboul, est un ingénieur de la société Krupp, un fabricant d'armes allemand. En 1893, il se rend à Kaboul et rencontre en privé le roi Abdur Rahman Khan. Sous les ordres des rois, il agrandit les sociétés d'armement afghanes Maschin Khana et Tupkhana. Il n'est pas certain que le gouvernement de l'Inde britannique soit au courant de ce voyage. Plus tard, en 1904, les ingénieurs de Krupp sont mystérieusement assassinés. Adamec écrit:
« Le premier Allemand connu à résider à Kaboul est Gottlieb Fleischer, un employé de Krupp Stellworks d'Essen, en Allemagne, qui est engagé par Amir Abdul Rahman en 1898 pour commencer la fabrication de munitions et d'armes dans l'usine nouvellement construite à Kaboul. Il est tué en novembre 1904 près de la frontière alors qu'il se rend en Inde. »

### Traité de commerce et d'amitié de 1916
Les relations entre l'Allemagne et l'Afghanistan commencent avant la Première Guerre mondiale. Les relations entre ces deux pays sont amicales.
La deuxième rencontre germano-afghane entre Habibullah Khan et une délégation allemande de 23 membres a lieu en 1915. Les intentions principales de cette délégation est d'affaiblir l'influence britannique en Afghanistan dans le cadre de l'expédition Niedermayer-Hentig. Lors de cette expédition en 1916, un accord commercial amical est conclu. Selon le traité du 24 janvier 1916, la délégation allemande auprès du gouvernement afghan se voit promettre 100 000 fusils et 300 canons.
Un accord d'amitié est conclu le 3 mars 1926, accompagné de la reconnaissance d'ambassadeurs dans ces deux pays. En 1926, le précédent accord d'amitié et de commerce du 24 janvier 1916 est ratifié.

### Relations diplomatiques et accréditation du consul

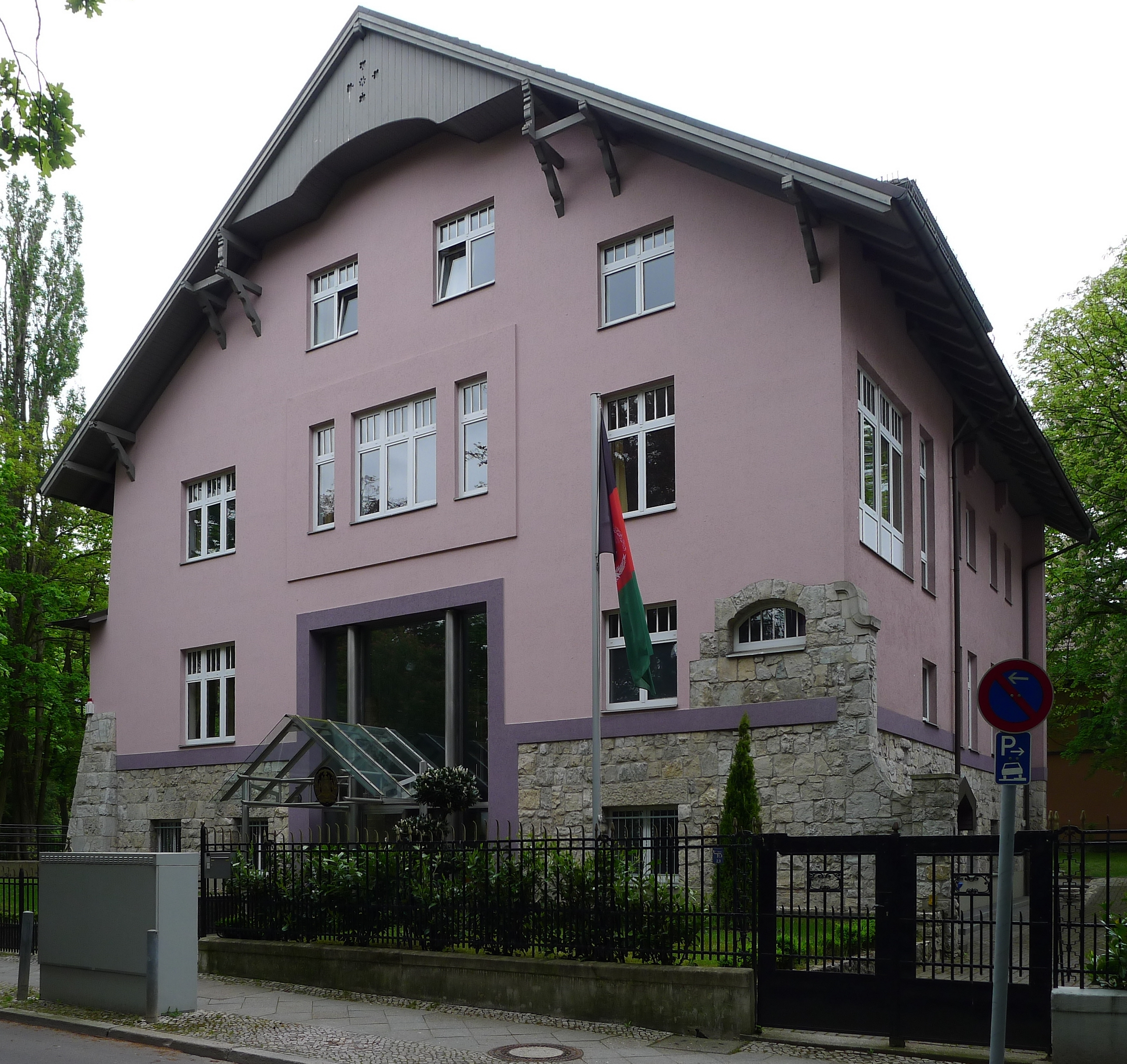
Ambassade d'Afghanistan à Berlin en Allemagne.

La première visite d'une délégation afghane en Allemagne a lieu en 1922. Celle-ci se rend à Berlin pour des entretiens sur la diplomatie, le commerce et les relations culturelles. En réponse, l'Allemagne envoie Fritz Grobba en Afghanistan en 1932. Pendant la première année, il travaille comme consul à Kaboul, agissant de facto comme ambassadeur d'Allemagne, jusqu'en 1926. "L'ambassade" nommée "représentation diplomatique et résidence du ministre plénipotentiaire" est située à Kaboul près des jardins de Babur. Le roi afghan, Amanullah Khan, se rend en Allemagne le 22 février 1928 où il rencontre le président de la République de Weimar, Paul von Hindenburg.

### Années 1930 et période de guerre
L'Afghanistan établit des liens étroits avec l'Allemagne, alors sous le contrôle d'Adolf Hitler. En 1935, les deux pays forment d'importantes connexions économiques et techniques. L'Allemagne augmente les transactions commerciales en Afghanistan au cours de cette période, avec la mise en place d'un service aérien hebdomadaire Berlin-Kaboul, et l'Organisation Todt supervise de grands projets d'infrastructure dans le pays.
L'Afghanistan résiste aux appels de Moscou et de Londres pour expulser les corps diplomatiques italien et allemand au début de la Seconde Guerre mondiale. En 1940 et 1941, le ministre afghan de l'économie Abdul Majid Zabuli lance des plans pour que l'Afghanistan rejoigne le bloc de l'Axe en échange de l'aide militaire supplémentaire de l'Allemagne et de l'accès au port de Karachi en prenant des terres à l'Inde britannique. En outre, Zabuli parle de "libérer" les 15 millions d'Afghans de l'autre côté de la frontière. Cependant, à la suite de l'invasion conjointe de l'Iran par le Royaume-uni et l'Union Soviétique, l'Afghanistan est soudainement encerclé par les forces alliées. Le pays accepte finalement en octobre 1941 la demande d'expulser les Italiens et les Allemands, bien qu'un petit groupe de personnels diplomatique reste. L'Afghanistan est situé sur la ligne de démarcation de la division proposée de l'Asie entre l'Allemagne et le Japon. À la fin de la Seconde Guerre mondiale, l'armée allemande fait don de son arsenal restant à l'Afghanistan en signe de bonne foi pour sa position neutre pendant la guerre,.

### Après guerre
L'Afghanistan devient l'un des premiers pays à reconnaître la République fédérale d'Allemagne comme successeur du Troisième Reich. La coopération d'avant-guerre est relancée en 1950 (avec l'Allemagne de l'Ouest), bien que les relations officielles complètes ne commencent à reprendre qu'en décembre 1954. Ghulam Mohammad Farhad, qui est maire de Kaboul à partir de 1948, embauche et fait venir des ingénieurs et des produits ouest-allemands pour la Compagnie électrique de Kaboul. Le bureau culturel afghan ouvre à Munich en 1952. Un accord de coopération économique et technique est signé entre la République fédérale et le Royaume le 31 janvier 1958. Les relations sont temporairement gelées après le coup d'État républicain en Afghanistan, mais sont rétablies en 1976.
Après la guerre soviéto-afghane, les soldats ouest-allemands stationnés en Afghanistan quittent le pays. Le personnel et les conseillers ouest-allemands qualifiés quittent le pays en 1980, suivis du personnel enseignant en 1984. Pendant ce temps, l'Allemagne de l'Est soutient l'intervention soviétique dans le pays et aide le gouvernement afghan. L'Afghanistan et l'Allemagne de l'Est n'ont pas beaucoup de liens depuis la reconnaissance de cette dernière en 1973, mais tout change sous le régime communiste afghan. Des accords culturels et économiques sont conclus et les agences de média des deux pays coopèrent. La base de la coopération est formée à la suite d'une visite du dirigeant afghan Babrak Karmal en Allemagne de l'Est, après quoi un traité d'amitié et de coopération est signé le 21 mai 1982. Leur coopération se concentre particulièrement sur le secteur de l'éducation.
En 1985, le total des dons de solidarité est-allemands aux afghans s'élève à plus de 200 millions de marks, dont la plupart vient de la Freier Deutscher Gewerkschaftsbund.

### Après la réunification allemande

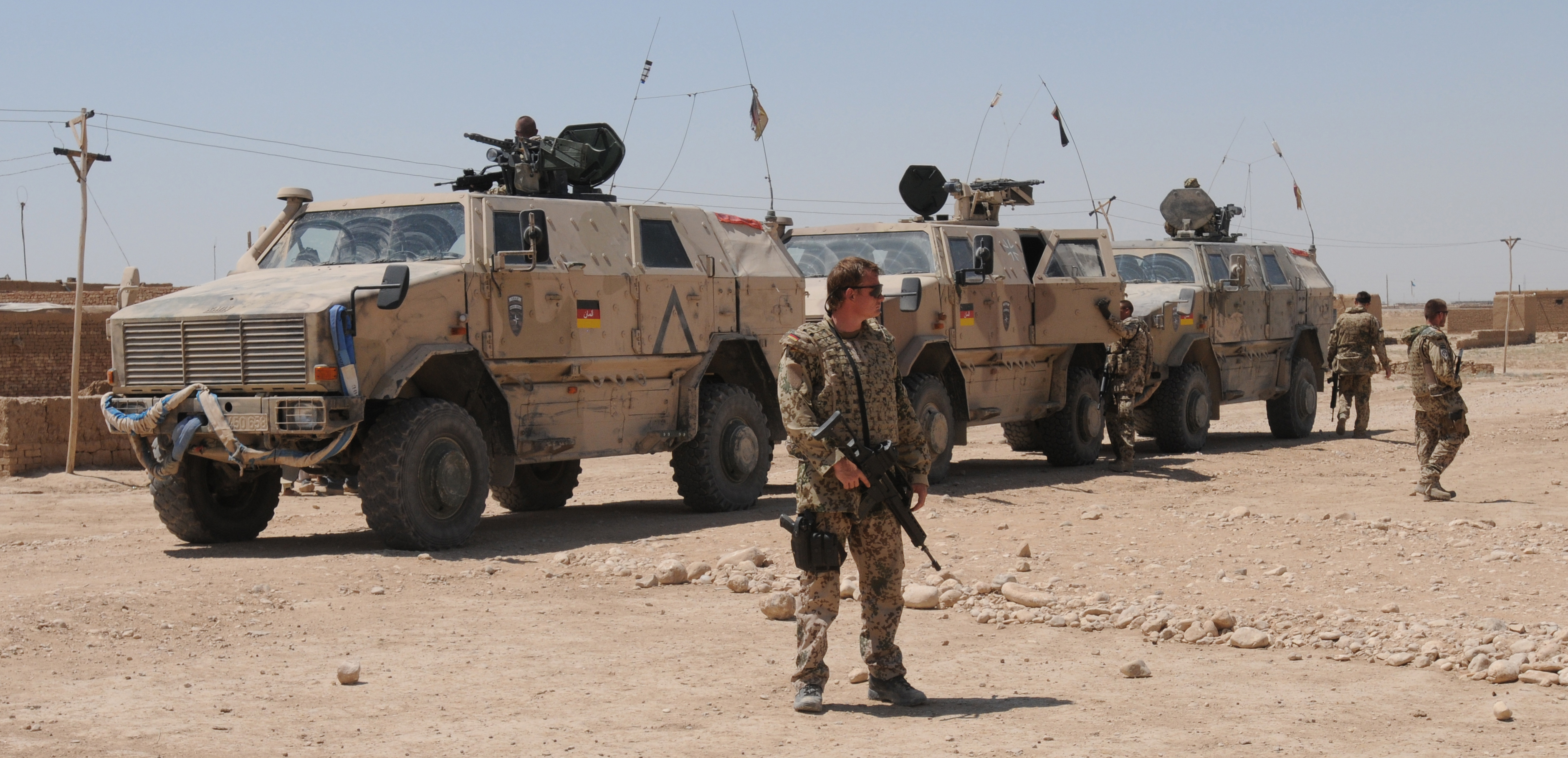
Soldats de l'armée allemande dans le nord de l'Afghanistan en 2009

Les forces armées allemandes font partie de la mission de la FIAS en Afghanistan à partir de décembre 2001. L'Allemagne accueille la conférence de Bonn, qui choisit Hamid Karzai comme chef par intérim de l'Afghanistan en 2001. L'Allemagne, engagée dans les missions de sécurité et de reconstruction, est l'un des principaux donateurs de l'Afghanistan.
Le 23 décembre 2021, la ministre allemande des Affaires étrangères Annalena Baerbock avertit que l'Afghanistan "se dirige vers la pire catastrophe humanitaire de notre temps", avec l'effondrement de grands secteurs économiques et plus de 24 millions de personnes ayant besoin d'une aide humanitaire,. Elle promet d'accélérer l'évacuation de plus de 15 000 Afghans vulnérables, y compris le personnel afghan local qui travaillait pour l'Allemagne et les membres de leur famille.